# Jong Yeu-Jeng
Detta är ett kinesiskt namn; familjenamnet är Jong.
Jong Yeu-Jeng (förenklad kinesiska: 钟宇政; traditionell kinesiska: 鍾宇政; pinyin: Zhōng Yǔzhèng), född den 25 december 1973 i länet Tainan på Taiwan, är en basebollspelare (pitcher) som tog silver vid olympiska sommarspelen 1992 i Barcelona.